# Svenska Aktuarieföreningen
Svenska Aktuarieföreningen (SAf) är en ideell förening för svenska aktuarier grundat 1904. Föreningen har för ändamål att främja aktuarieverksamheten och erbjuda en mötesplats för sina medlemmar att utbyta tankar och åsikter i aktuariella frågor eller i andra frågor av gemensamt intresse.

## Historia
Svenska Aktuarieföreningen bildades 3 mars 1904. Bland stiftarna fanns Gösta Mittag-Leffler, Ivar Fredholm, Frans Hultman, Edvard Jäderin, Karl Dickman, Lars Phragmén, Nils Nordenmark och Filip Lundberg. De första ordförandena var tidigare nämna Gösta Mittag-Leffler (1904–1909), Edvard Phragmén (1909–1935) samt Harald Cramér (1935–1964).

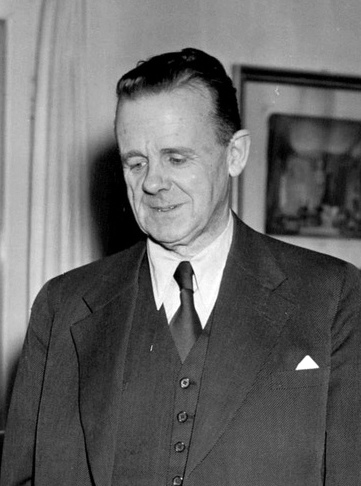
Professor Harald Cramér var föreningens ordförande i nästan 30 år mellan 1935 och 1964.

## Verksamhet
Svenska aktuarieföreningen är ensamma i Sverige med att diplomera aktuarier. Diplomet innebär internationellt erkännande av andra organisationer som den europiska Actuarial Association of Europe och världsomfattande International Actuarial Association, som föreningen även är en del av. SAf har cirka 500 medlemmar, varav 130 är diplomerade som de anhåller sex möten för årligen.